# Sandhamnsregattan
Sandhamnsregattan är en kappsegling som har anordnats av KSSS i Sandhamn i Stockholms skärgård sedan 1897, det är Sällskapets äldsta regatta. Sandhamnsregattan består idag av två parallella klasser; en Klassik-klass som är segelbåtar byggda i trä eller stål innan 1968 och som samlar ett 30-tal klenoder, samt en mästerskapsregatta med inbjudna för varje år olika klasser som gör upp om SM, NM, VM etc. 
Sandhamnsregattan går av stapeln i början av augusti varje år. Seglingarna sker vanligtvis på havsbanan ost om Sandön samt på Kanholmsfjärden.